# Salacca stolonifera
Salacca stolonifera är en enhjärtbladig växtart som beskrevs av Donald R. Hodel. Salacca stolonifera ingår i släktet Salacca och familjen Arecaceae. Inga underarter finns listade i Catalogue of Life.